# Szpacsva
A Szpacsva (horvátul: Spačva) egy folyó Horvátországban, Szlavóniában, a Báza jobb oldali mellékvize.

## Leírása
A Szpacsva Zsupanyától északkeletre, egy mocsaras területen fakad, és Felsőlipóc falutól északra folyik be a Bázába. A folyó hosszúsága 40,2 km, vízgyűjtőterülete 275 km2. A kis esés miatt a folyó lassan folyik és kanyarog (számos kanyarulata van). Nyáron részben kiszárad. A fő mellékfolyója a Breznica.